# Championnat de France de rugby à XIII 1983-1984
Navigation
Édition précédente Édition suivante
Le Championnat de France de rugby à XIII 1983-1984 oppose pour la saison 1983-1984 les meilleures équipes françaises de rugby à XIII.

## Classement de la première phase
| Classement | Club               | Points |
| 1er        | XIII Catalan       | 65     |
| 2e         | Villeneuve-sur-Lot | 64     |
| 3e         | Carcassonne        | 43     |
| 4e         | Limoux             | 58     |
| 5e         | Le Pontet          | 57     |
| 6e         | Toulouse           | 57     |
| 7e         | Avignon            | 57     |
| 8e         | Saint-Estève       | 51     |
| 9e         | Albi               | 46     |
| 10e        | Carpentras         | 44     |
| 11e        | Saint-Gaudens      | 43     |
| 12e        | Lézignan           | 42     |
| 13e        | Pia                | 40     |
| 14e        | La Réole           | 24     |

|  | Qualifié pour la phase finale - deuxième phase de groupe |

### Phase finale
|  | Barrages 28-29 avril 1984 | Barrages 28-29 avril 1984 |              |        | Demi-finales 13 mai 1984 | Demi-finales 13 mai 1984 |  |  | Finale 27 mai 1984 | Finale 27 mai 1984 |
|  | Barrages 28-29 avril 1984 | Barrages 28-29 avril 1984 |              |        | Demi-finales 13 mai 1984 | Demi-finales 13 mai 1984 |  |  | Finale 27 mai 1984 | Finale 27 mai 1984 |
|  |                           |                           |              |        |                          |                          |  |  |                    |                    |
|  | à Limoux                  | à Limoux                  |              |        | à Limoux                 | à Limoux                 |  |  | à Toulouse         | à Toulouse         |
|  | à Limoux                  | à Limoux                  |              |        | à Limoux                 | à Limoux                 |  |  | à Toulouse         | à Toulouse         |
|  | à Limoux                  | à Limoux                  | XIII Catalan | 13     |                          |                          |  |  | à Toulouse         | à Toulouse         |
|  | Toulouse                  | 15                        | XIII Catalan | 13     |                          |                          |  |  | à Toulouse         | à Toulouse         |
|  | Toulouse                  | 15                        | Toulouse     | 4      |                          |                          |  |  | à Toulouse         | à Toulouse         |
|  | Le Pontet                 | 13                        | Toulouse     | 4      |                          |                          |  |  | à Toulouse         | à Toulouse         |
|  | Le Pontet                 | 13                        | à Albi       | à Albi | XIII Catalan             | 30                       |  |  |                    |                    |
|  | à Lézignan                |                           | à Albi       | à Albi | XIII Catalan             | 30                       |  |  |                    |                    |
|  |                           | Villeneuve-sur-Lot        | à Albi       | à Albi | 6                        |                          |  |  |                    |                    |
|  | Carcassonne               | Villeneuve-sur-Lot        | à Albi       | à Albi | 6                        | 18                       |  |  |                    |                    |
|  | Carcassonne               | Carcassonne               | 8            |        |                          | 18                       |  |  |                    |                    |
|  | Limoux                    | Carcassonne               | 8            | 15     |                          |                          |  |  |                    |                    |
|  | Limoux                    | Villeneuve-sur-Lot        | 17           | 15     |                          |                          |  |  |                    |                    |
|  |                           | Villeneuve-sur-Lot        | 17           |        |                          |                          |  |  |                    |                    |

## Finale (27 mai 1984)
(mt : 12 - 6)
Points marqués :
- XIII Catalan : 5 essais de Prunac (9e), Delaunay (19e et 47e), Grésèque (55e) et Cologni (79e) ; 3 transformations de Nadau (9e, 47e et 79e) ; 2 pénalités de Nadau (4e et 60e).
- Villeneuve-sur-Lot : 3 pénalité de Duluc (3e, 12e et 32e).

Évolution du score :  
Arbitre : Robert Belle (Provence-Côte d'Azur)
Spectateurs : 8 182
Recette : 460 945 francs
Composition des équipes :
- XIII Catalan : Serge Pallarès - Thierry Naudo, Francis Laforgue, Guy Delaunay, Norbert Fourcade - Jean-Jacques Naudo (o), Ivan Grésèque (m) - Guy Laforgue (c), Patrick Baco, Jean-Jacques Cologni, Pierre Montgaillard, Guy Arasa, Didier Prunac - Jean-Jacques Ribes, Claude Mencarini - Entraîneur : Yvon Gourbal
- Villeneuve-sur-Lot : Martial Vrech - Michel Montaut, Alain Maury, Jean-Bernard Saumitou, Patrick Duluc - Pascal Laroche (o), Patrice Delgal (m) - Joël Roosebrouck (c), Max Chantal, Joel Conduche, Serge Cuyas, Antoine Lopez, Jean-Luc Rabot - Daniel Verdès, Michel Laville - Entraîneurs : Bertrand Ballouhey et Jacques Balleroy

## Effectifs des équipes présentes
| XIII catalan  | Guy Arasa Patrick Baco Jean-Jacques Cologni Guy Delaunay Norbert Fourcade Ivan Grésèque (m) Francis Laforgue Guy Laforgue (c) Claude Mencarini Pierre Montgaillard Jean-Jacques Naudo (o) Thierry Naudo Serge Pallarès Didier Prunac Raubert Jean-Jacques Ribes Entraîneur : Yvon Gourbal | Villeneuve-sur-Lot | Barenne Max Chantal Joël Conduché Serge Cuyas Patrice Delgal (m) Patrick Duluc Gaubon Labarère Pascal Laroche (o) Michel Laville Antoine Lopez Alain Maury Michel Montaut Patrick Pedrazzani Jean-Luc Rabot Lucien Rabot Joël Roosebrouck (c) Jean-Bernard Saumitou Daniel Verdès Martial Vrech Entraîneur : Jacques Balleroy Bertrand Ballouhey |
| Limoux        | Akkari Alain Arnaud Jean-Pierre Bloy Daniel Bonnet Christian Brau Paul Gentil Alain Giniès Paul Jean Jacques Laguens Luraco Philippe Marty Robert Mercadal José Moya Klaus Perkovic (o) Michel Tubau Jean-François Vassal Jean-Marc Vergnes (m) Entraîneur : Jean-Christophe Vergeynst    | Carcassonne        | Guy Alard Barrau Didier Bernard (c) Didier Buttignol Thierry Buttignol Jean-François Da Ré Bernie Ernst Régis Escamilla Joseph Folch Guy Garcia Gil Patrick Limongi Marc Palanques Polch Robert Ripoll Philippe Sokolow Patrick Trinque Walter Entraîneur : Jean Cabrol                                                                          |
| La Réole      | Dominique Baloup Vincent Baloup Castellan Cozza Guy Delpech Dupuch André Fabre Fellet Garros Laurent Girardet Grollier Christian Lacube Stephen Roach | Carpentras         | Bernard Chapus Christian Scicchitano |
| Lézignan      | Patrice Bourrel Fauché Henri Pech Peyrard Hugues Ratier Serg André Serrano Thierry Vidaller Éric Waligunda | Albi               | Caissa Claude Gayraud Lacombe Jean-Louis Meurin Tesset |
| Tonneins      | Patrice Campana Deganello Marot Meynier Ousty Jean-Pierre Trémouille | Saint-Estève       | Serge Bret Bruno Guasch Marc Palisses Marcel Pillon |
| Pia           | Norbert Fourcade Luc Mendez Roger Roses | Le Pontet          | Denis Bergé Thierry Bernabé Marcel Criotier Rocchi Robert Rubio Serge Titeux |
| Saint-Gaudens | Gilles Dumas | Toulouse           | Pierre Aillères Jean-Claude Anselme Philippe Fourquet Francis Lope André Pérez |
| Avignon       | Marc Balleroy Frédéric Bissière Bernard Rouqueirol |                    | |